# Tetrastichus
Tetrastichus är ett släkte av steklar som beskrevs av Walker 1844. Tetrastichus ingår i familjen finglanssteklar.

## Dottertaxa tillTetrastichus, i alfabetisk ordning[1][2]
- Tetrastichus abalosi
- Tetrastichus abatus
- Tetrastichus abdominalis
- Tetrastichus abiiarum
- Tetrastichus abnormis
- Tetrastichus absintium
- Tetrastichus acuticlavus
- Tetrastichus acutiusculus
- Tetrastichus acutus
- Tetrastichus aenellus
- Tetrastichus aeneoviridis
- Tetrastichus agrili
- Tetrastichus agrilocidus
- Tetrastichus alaskensis
- Tetrastichus albipes
- Tetrastichus albitarsis
- Tetrastichus amgun
- Tetrastichus amurensis
- Tetrastichus amurzetus
- Tetrastichus ancyferovi
- Tetrastichus angeloni
- Tetrastichus anosibei
- Tetrastichus apanteles
- Tetrastichus aponiusi
- Tetrastichus archideus
- Tetrastichus ardisiae
- Tetrastichus armandii
- Tetrastichus arnoldi
- Tetrastichus arsenjevi
- Tetrastichus artem
- Tetrastichus ascania
- Tetrastichus assuetus
- Tetrastichus atamiensis
- Tetrastichus atomelli
- Tetrastichus atratulus
- Tetrastichus atriclavus
- Tetrastichus atrocoeruleus
- Tetrastichus auplopus
- Tetrastichus australasiae
- Tetrastichus autonae
- Tetrastichus axia
- Tetrastichus axyllaris
- Tetrastichus baccharidis
- Tetrastichus baeri
- Tetrastichus balteatus
- Tetrastichus bambeyi
- Tetrastichus basilewskyi
- Tetrastichus basokoi
- Tetrastichus bekiliensis
- Tetrastichus bellus
- Tetrastichus belokobylskyi
- Tetrastichus benoiti
- Tetrastichus bicolor
- Tetrastichus boninensis
- Tetrastichus brachyopae
- Tetrastichus brevicalcar
- Tetrastichus breviclava
- Tetrastichus brevidorsellum
- Tetrastichus breviosus
- Tetrastichus breviscapus
- Tetrastichus breviventris
- Tetrastichus bromi
- Tetrastichus bruninervis
- Tetrastichus bruniscapus
- Tetrastichus brunistigma
- Tetrastichus brunitibialis
- Tetrastichus bruniventris
- Tetrastichus bureja
- Tetrastichus burrus
- Tetrastichus byersi
- Tetrastichus capitatus
- Tetrastichus capitonus
- Tetrastichus carbonelli
- Tetrastichus carinatus
- Tetrastichus cecidivorus
- Tetrastichus cecidomyiae
- Tetrastichus chakrataensis
- Tetrastichus chara
- Tetrastichus chvalynicus
- Tetrastichus cimbiciphilus
- Tetrastichus cincinnatus
- Tetrastichus circularis
- Tetrastichus citriscapus
- Tetrastichus citritibialis
- Tetrastichus clavatus
- Tetrastichus clavicornis
- Tetrastichus clito
- Tetrastichus clypeatus
- Tetrastichus coelarchus
- Tetrastichus coelioxydis
- Tetrastichus coeruleus
- Tetrastichus colemani
- Tetrastichus compsivorus
- Tetrastichus contiguus
- Tetrastichus coorgensis
- Tetrastichus crinicornis
- Tetrastichus crioceridis
- Tetrastichus cupressi
- Tetrastichus cuproideus
- Tetrastichus curtiventris
- Tetrastichus cyaniventris
- Tetrastichus cydoniae
- Tetrastichus dasyops
- Tetrastichus decrescens
- Tetrastichus defimbriatus
- Tetrastichus denuntiativus
- Tetrastichus desulcatus
- Tetrastichus dhireni
- Tetrastichus dignitosus
- Tetrastichus dignus
- Tetrastichus diospiri
- Tetrastichus dipterae
- Tetrastichus dispar
- Tetrastichus djuritschae
- Tetrastichus echthrus
- Tetrastichus ennii
- Tetrastichus epilachnae
- Tetrastichus euplectrae
- Tetrastichus euplectri
- Tetrastichus flavipes
- Tetrastichus flavirictus
- Tetrastichus flavopictus
- Tetrastichus fuscipennis
- Tetrastichus gahani
- Tetrastichus giffardianus
- Tetrastichus giffardii
- Tetrastichus gozelae
- Tetrastichus graminicola
- Tetrastichus gressitti
- Tetrastichus guamensis
- Tetrastichus gyrolasiaeformis
- Tetrastichus hakonensis
- Tetrastichus halidayi
- Tetrastichus heeringi
- Tetrastichus helviscapus
- Tetrastichus heterus
- Tetrastichus hippasus
- Tetrastichus hispidivertex
- Tetrastichus howardi
- Tetrastichus hydrelliae
- Tetrastichus hylotomarum
- Tetrastichus ibseni
- Tetrastichus idothea
- Tetrastichus ilithyia
- Tetrastichus inaequalis
- Tetrastichus incongruus
- Tetrastichus inferens
- Tetrastichus injuriosus
- Tetrastichus inopinus
- Tetrastichus interjectus
- Tetrastichus inunctus
- Tetrastichus jinzhouicus
- Tetrastichus johnsoni
- Tetrastichus juglansi
- Tetrastichus julis
- Tetrastichus kisenyensis
- Tetrastichus kitegaensis
- Tetrastichus kivuensis
- Tetrastichus kodaikanalensis
- Tetrastichus kraussi
- Tetrastichus krishnaiahi
- Tetrastichus krishnieri
- Tetrastichus kukitamabae
- Tetrastichus kumaonensis
- Tetrastichus kurandensis
- Tetrastichus laddi
- Tetrastichus laminatus
- Tetrastichus lankicus
- Tetrastichus lasiopterae
- Tetrastichus lasiopterinus
- Tetrastichus ledrae
- Tetrastichus legionarius
- Tetrastichus leionotus
- Tetrastichus lemae
- Tetrastichus leocrates
- Tetrastichus lepidus
- Tetrastichus leptosoma
- Tetrastichus lindemani
- Tetrastichus litoreus
- Tetrastichus longifimbriatus
- Tetrastichus longiscaposus
- Tetrastichus lopezi
- Tetrastichus luteorubidus
- Tetrastichus lyridice
- Tetrastichus macrops
- Tetrastichus maculifer
- Tetrastichus madagascariensis
- Tetrastichus magnicorpus
- Tetrastichus magnus
- Tetrastichus malabarensis
- Tetrastichus mangifera
- Tetrastichus manilensis
- Tetrastichus mauripennis
- Tetrastichus melasomae
- Tetrastichus metallicus
- Tetrastichus micans
- Tetrastichus mimus
- Tetrastichus mirus
- Tetrastichus miser
- Tetrastichus mittagongensis
- Tetrastichus mohani
- Tetrastichus moldovicus
- Tetrastichus momardicae
- Tetrastichus muhavurae
- Tetrastichus murakamii
- Tetrastichus murcia
- Tetrastichus narendrani
- Tetrastichus nartshukae
- Tetrastichus niger
- Tetrastichus nigricitrinus
- Tetrastichus nigricoxa
- Tetrastichus nigricoxae
- Tetrastichus nigriscapus
- Tetrastichus nilamburensis
- Tetrastichus obliqua
- Tetrastichus okawus
- Tetrastichus ooctonus
- Tetrastichus ootyensis
- Tetrastichus ophiusae
- Tetrastichus ordanus
- Tetrastichus orgyae
- Tetrastichus orissaensis
- Tetrastichus orthagae
- Tetrastichus ovicida
- Tetrastichus ovipransus
- Tetrastichus ovivorus
- Tetrastichus oxyurus
- Tetrastichus pachycerus
- Tetrastichus palauensis
- Tetrastichus palgravei
- Tetrastichus pallidiventris
- Tetrastichus paluster
- Tetrastichus pantnagarensis
- Tetrastichus paracholus
- Tetrastichus partellus
- Tetrastichus patannas
- Tetrastichus pauliani
- Tetrastichus paulisiensis
- Tetrastichus paululus
- Tetrastichus perineti
- Tetrastichus periplanetae
- Tetrastichus perkinsorum
- Tetrastichus philippiae
- Tetrastichus philippinensis
- Tetrastichus piceae
- Tetrastichus pilemostomae
- Tetrastichus planipectus
- Tetrastichus poincarei
- Tetrastichus polygonae
- Tetrastichus polynemae
- Tetrastichus pompilicola
- Tetrastichus populi
- Tetrastichus productus
- Tetrastichus prospaltae
- Tetrastichus pseudoeceticola
- Tetrastichus pulvinariae
- Tetrastichus punctatifacies
- Tetrastichus punjabensis
- Tetrastichus pupivorus
- Tetrastichus pyrrhalti
- Tetrastichus quadriseta
- Tetrastichus raphnusae
- Tetrastichus rasnitsyni
- Tetrastichus rebezae
- Tetrastichus rhinocori
- Tetrastichus rotundus
- Tetrastichus ruandensis
- Tetrastichus rufiventris
- Tetrastichus rugosus
- Tetrastichus ruskini
- Tetrastichus rwankwiensis
- Tetrastichus sapari
- Tetrastichus satpurensis
- Tetrastichus saundersii
- Tetrastichus sceliphroni
- Tetrastichus scolyti
- Tetrastichus scriptus
- Tetrastichus sculpturatus
- Tetrastichus semideae
- Tetrastichus semidesertus
- Tetrastichus septentrionalis
- Tetrastichus sesamiae
- Tetrastichus setifer
- Tetrastichus seychellensis
- Tetrastichus seyrigi
- Tetrastichus shandongensis
- Tetrastichus shaxianensis
- Tetrastichus shencottensis
- Tetrastichus sinope
- Tetrastichus sissoo
- Tetrastichus sodalis
- Tetrastichus solvae
- Tetrastichus spirabilis
- Tetrastichus stylatus
- Tetrastichus subviridis
- Tetrastichus sugitamabae
- Tetrastichus swaedicola
- Tetrastichus tachos
- Tetrastichus taibaishanensis
- Tetrastichus tamaricicola
- Tetrastichus tanjorensis
- Tetrastichus taprobanensis
- Tetrastichus tauricus
- Tetrastichus telon
- Tetrastichus temporalis
- Tetrastichus tertius
- Tetrastichus testaceus
- Tetrastichus thekmenevae
- Tetrastichus theoi
- Tetrastichus thoracicus
- Tetrastichus tibialis
- Tetrastichus tonkoui
- Tetrastichus tortricis
- Tetrastichus travancorensis
- Tetrastichus triozai
- Tetrastichus trisetae
- Tetrastichus trisulcatus
- Tetrastichus tritrichia
- Tetrastichus turanicus
- Tetrastichus tyrtaeus
- Tetrastichus uniarticulata
- Tetrastichus unicolor
- Tetrastichus urundiensis
- Tetrastichus varius
- Tetrastichus violaceus
- Tetrastichus voalokae
- Tetrastichus xania
- Tetrastichus xylebororum
- Tetrastichus yapensis
- Tetrastichus zalae
- Tetrastichus zygophylli